# Borowina (Szczytna)
Borowina (niem. Försterei Walddorf) – część miasta Szczytna, położona w województwie dolnośląskim, w powiecie kłodzkim, w gminie Szczytna.

## Położenie
Borowina leży przy drodze krajowj nr 8, na wzniesieniu pomiędzy Polanicą Górną a centrum Szczytnej, na wysokości około 530 m n.p.m.

## Szlaki turystyczne
Przez Borowinę przechodzą dwa szlaki turystyczne:
- na trasie: Polanica-Zdrój – Bukowa – Borowina – Niżkowa – Batorówek – Skalne Grzyby – Wambierzyce – Radków – Stroczy Zakręt,
- z Polanicy-Zdroju przez Batorów do Karłowa.